# Cernești, Prahova
Cernești este un sat în comuna Izvoarele din județul Prahova, Muntenia, România.